# Equus quagga boehmi
La cebra de Grant (Equus quagga boehmi) es la más común de las cebras. Originaria del centro y sur de África, llega a una altura de entre 1,3 y 1,5 m. Su alimentación es a base de hierbas. 
La gestación de esta especie es de 350 días y nace una cría por camada, presenta bandas negras bien definidas y contrastadas sobre un fondo blanco sin sombreados.